# Kyrkogatan, Lund

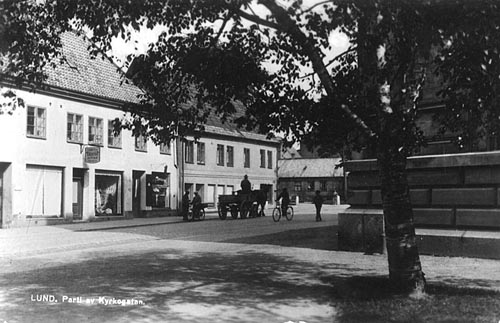
En vykort från 1941 taget i Kyrkogatans nordligare del.

Kyrkogatan är en gata i centrala Lund. Den börjar vid Stortorget och Lilla Fiskaregatan och fortsätter sedan norrut förbi Klostergatan, Lilla Gråbrödersgatan och Paradisgatan fram till Sankt Petri kyrkogata, där den övergår i Bredgatan. På andra sidan Stortorget börjar Stora Södergatan och fortsätter söderut.
Längs gatan östra sida finns ett öppet område som innehåller domkyrkan, Lundagård och universitetsbyggnaden. Inom detta område låg tidigare Lilla torg.
Längs dess västra sida finns obrutna husrader med blandad bebyggelse. Gatulinjen präglas av många högre hus och så kallade "bankpalats", men det finns också några äldre tvåvåningshus.
Gatan hette Stora Kyrkogatan ända fram till 1920-talet. Namnet ändrades efter att Lilla Kyrkogatan, en mindre gränd från Stortorget upp mot Domkyrkan försvunnit i samband med tillkomsten av Sydsvenska Bankens hus vid Stortorgets norra sida (1913).

## Byggnader

### Kyrkogatan 1: Skånska Handelsbanken
Tegelhus med asymmetrisk fasad och fyra-fem våningar uppförd 1910–1912 för Skånska Handelsbanken efter Carl Bergstens ritningar.
Skånska Handelsbanken hade öppnat kontor i Lund den 1 mars 1906, men hade då hyrt in sig i Nya sparbankens byggnad på Stortorget 6. Rörelsen uppgick 1919 i Skandinaviska banken som senare blev SEB. Bankverksamheten blev kvar i huset i 110 år fram till december 2022 när SEB flyttade till mindre lokaler på andra sidan gatan med adress Lilla Fiskaregatan 1a.

### Kyrkogatan 2: Sydsvenska banken
Huvudartikel: Sydsvenska bankens byggnad, Lund
Ett trevåningshus i tegel som byggdes 1915 efter ritningar av Theodor Wåhlin för Sydsvenska kreditaktiebolaget. Platsen hade innan dess använts för Lunds rådhus.

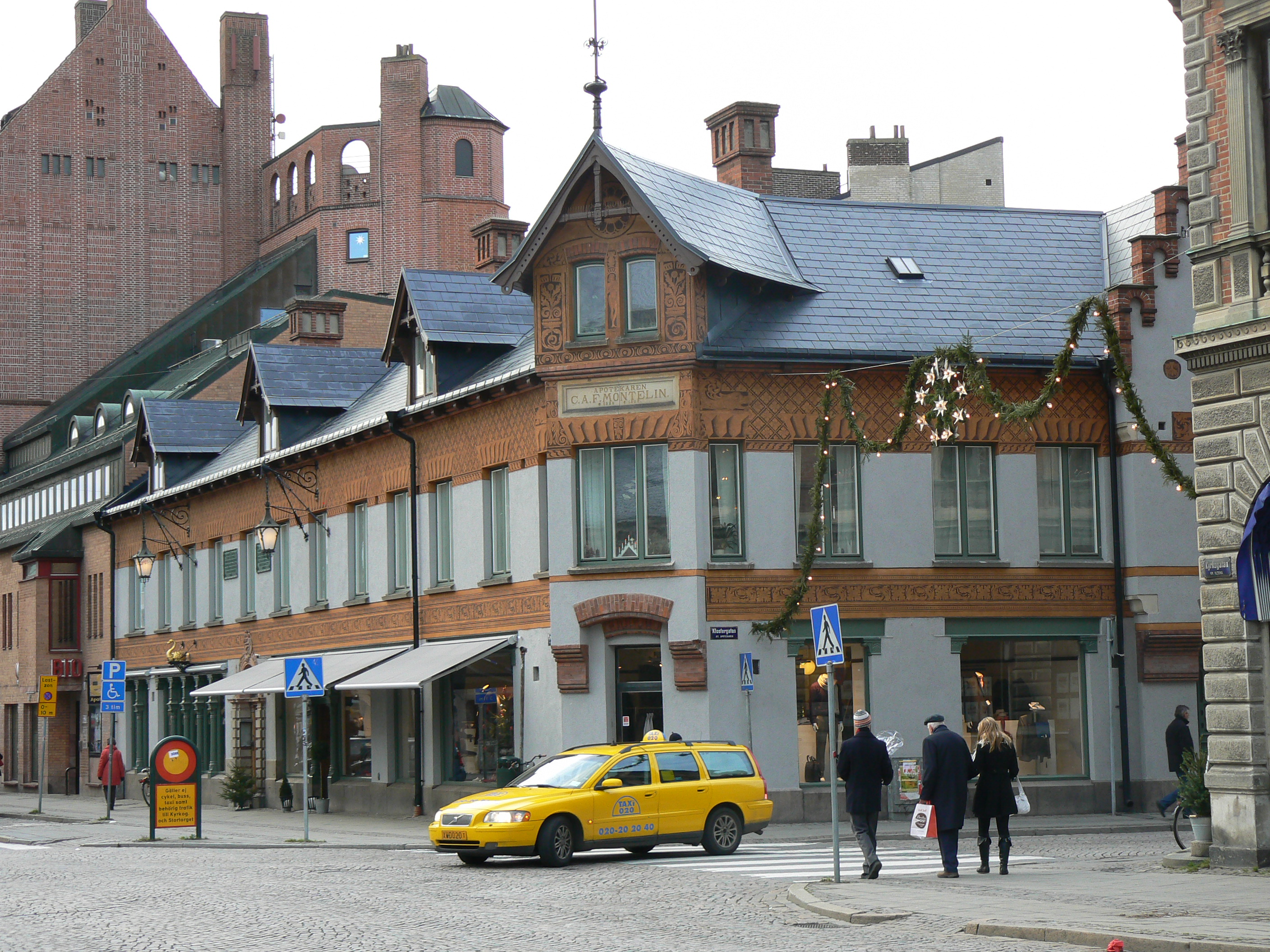
Apoteket Svanen.

### Kyrkogatan 5: Apoteket Svanen
Huvudartikel: Apoteket Svanen, Lund
Apoteket Svanen är ett apotek i Lund som legat på Kyrkogatan sedan 1647. Det nuvarande gathuset där apoteket ligger byggdes 1862, men genomgick en ordentlig förändring 1897 med ritningar av Folke Zettervall. I entrén finns en portal i sandsten byggd 1920 efter ritningar av Theodor Wåhlin. Apoteket har än idag kvar den gamla inredningsstilen från 1900-talets början.

### Kyrkogatan 7-9: Sparbanken

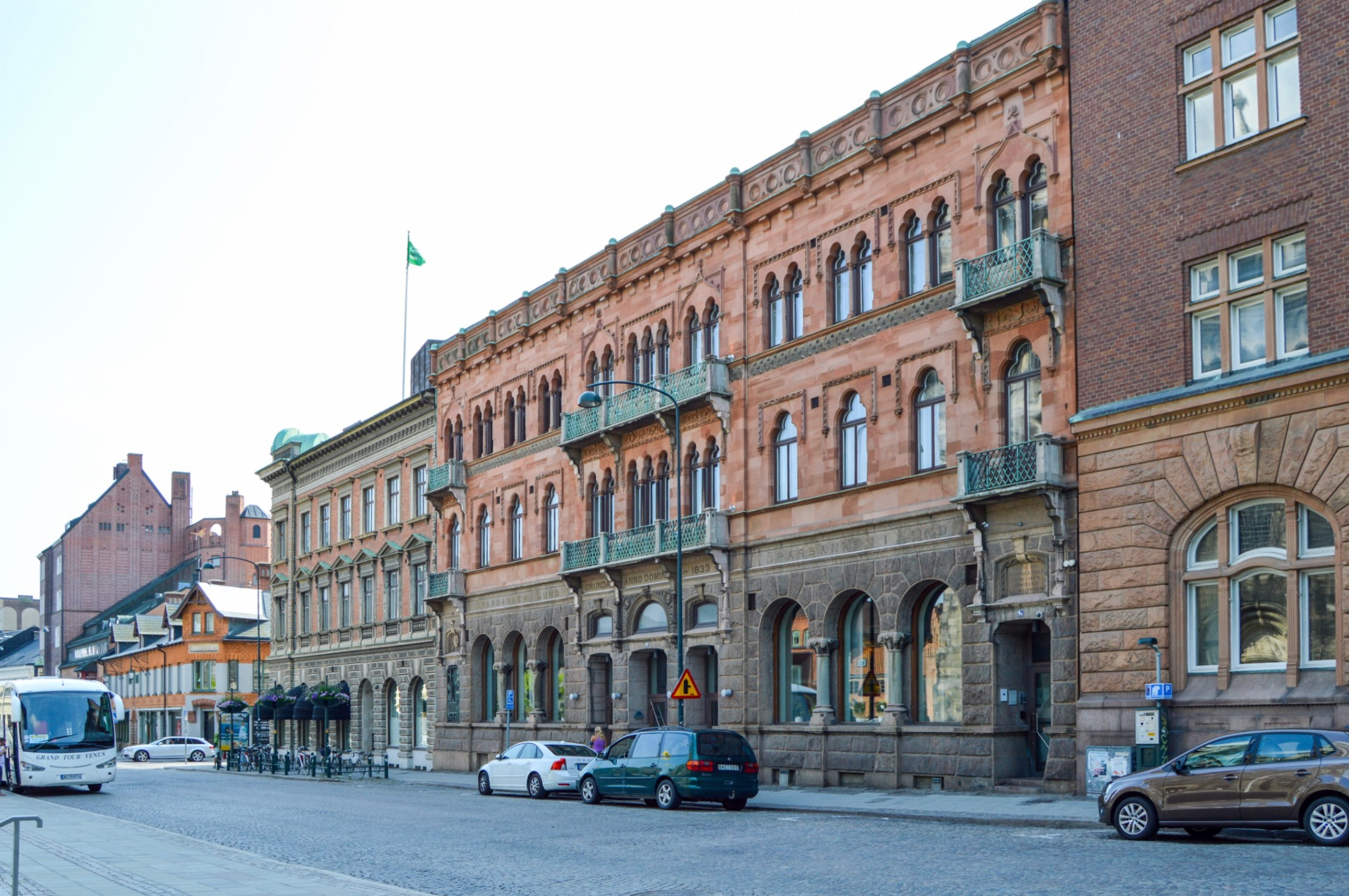
Kyrkogatan 7 och 9

Ett hörnhus i tre våningar som byggdes av Sparbanken i Lund 1872–1874. Byggnaden ritades av J. H. Mortensen. På bottenvåningen täcks fasaden av cementputs, medan man på övriga våningar kan se rött tegel. 1881 lades en klocka till och 1900 byggdes skyltfönster i bottenplanet.
Bredvid detta hus byggde Sparbanken i Lund ytterligare en palatsliknande trevåningsbyggnad 1898–1899. Huset ritades av Alfred Hellerström och dess bottenvåning är utförd i granit medan de övriga har övedssandsten mot fasaden.

### Kyrkogatan 11: Stadshuset

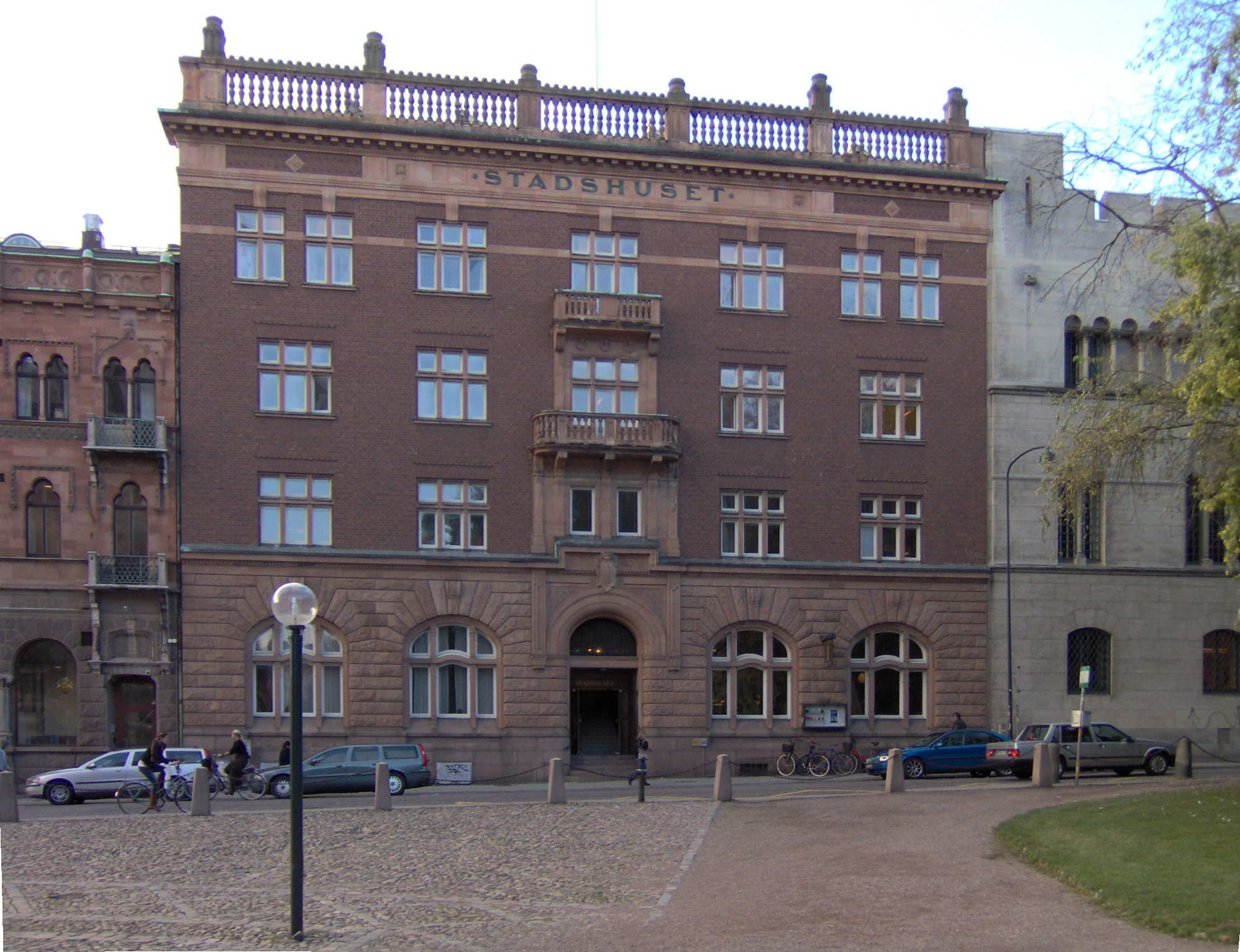
Stadshuset

Ett pampigt fyravåningshus byggt 1904–1906 för Skånes Enskilda Bank efter Salomon Sörensens ritningar. På bottenvåningen består fasaden av sandsten medan övriga våningar är byggda med mörkrött tegel. I mitten finns entré och två kraftiga stenbalkonger. Överst finns en sandstensbalustrad. Sedan 1926 används byggnaden av kommunen.

### Kyrkogatan 13: Hypotekshuset

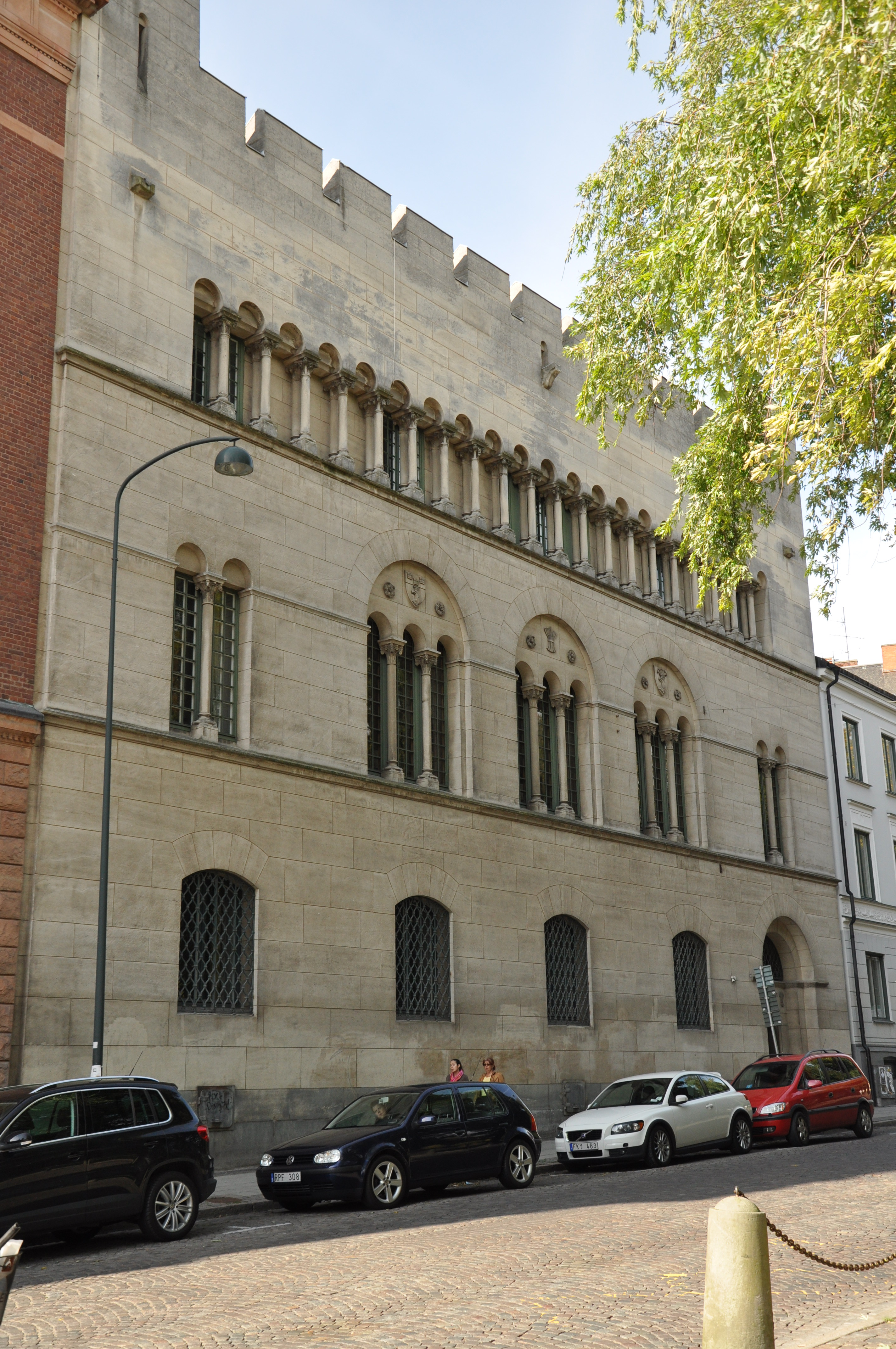
Skånska Hypoteksföreningen

Huset byggdes 1915–1918 för Skånska Hypoteksföreningen efter ritningar av Isac Gustaf Clason och kunde invigas 1919. Den borgliknande fasaden består av grå ignabergakalksten och har genomgående rundbågiga fönster med galler. Clason stod även för inredningen som ännu är välbevarad.
Huset byggnadsminnesförklarades 1993. 

### Kyrkogatan 21: Liljewalchska huset
Huvudartikel: Liljewalchska huset

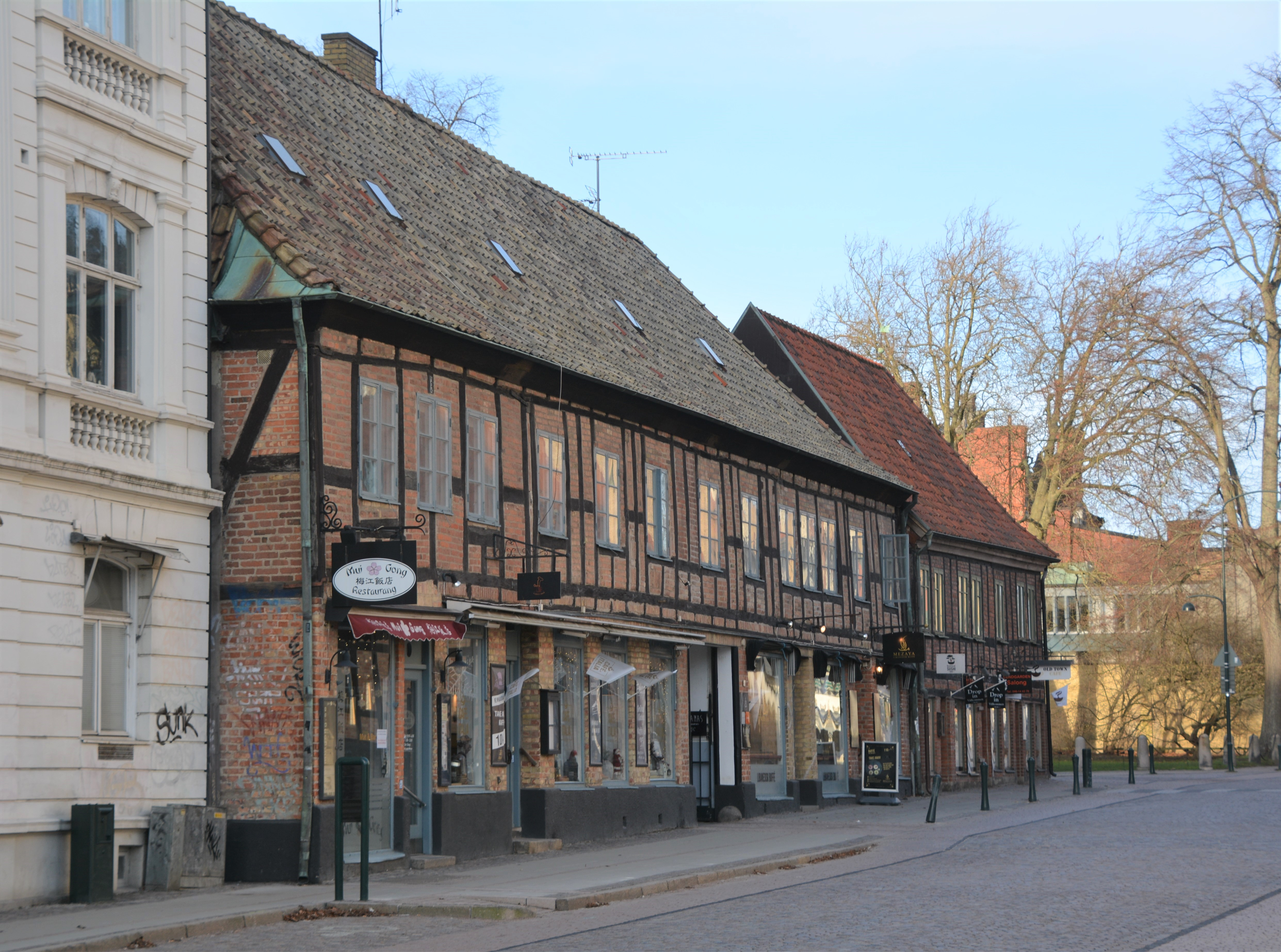
Liljewalchska huset

Liljewalchska huset är en handelsgård tillkommen i etapper från sent 1700-tal till 1800-talets mitt. Namnet kommer av en tidigare ägare, handelsmannen Sewerin Magnus Liljewalch.
Byggnaden byggnadsminnesförklarades i juli 1974. I februari 1995 blev också gårdsbebyggelsen byggnadsminne.

### Kyrkogatan 23: Bergmanska huset
Huvudartikel: Bergmanska huset

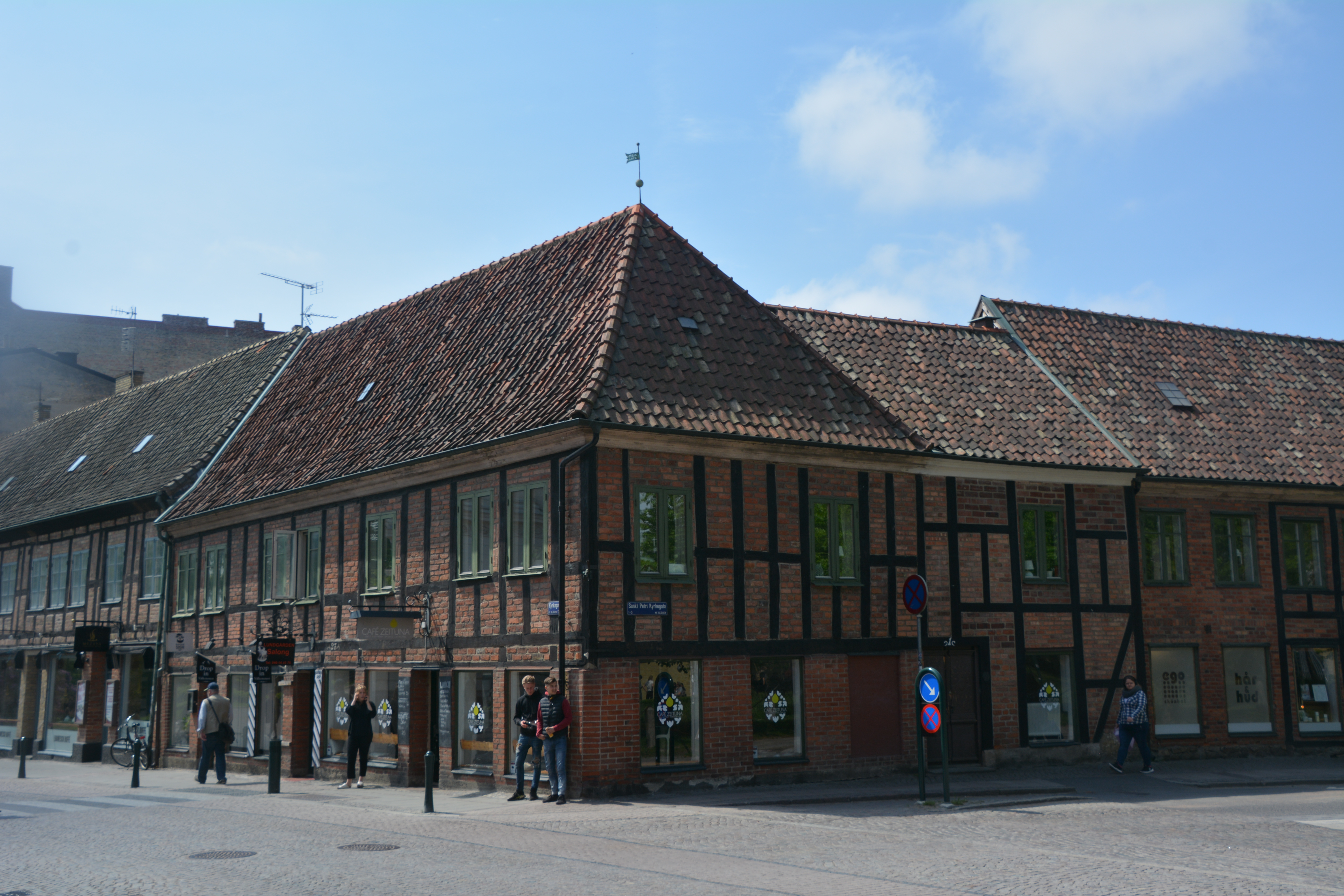
Bergmanska huset i hörnet Sankt Petri kyrkogata och Kyrkogatan

Bergmanska huset på Kyrkogatan 23, vid hörnet till Sankt Petri kyrkogata uppfördes 1744 av kopparslagarmästaren Anders Bergman